# Hospitalsapoteket Herning
Hospitalsapoteket Herning (tidligere Sygehusapoteket Ringkøbing Amt eller Herning Sygehusapotek) eksisterer ikke mere, men er nu en del af Hospitalsapoteket Region Midtjylland.
Tidligere (før 2014) var det et af de fire sygehusapoteker i Region Midtjylland.
Hospitalsapoteket var en sygehusafdeling beliggende på Regionshospitalet Herning. Hospitalsapoteket Herning blev ledt af sygehusapoteker Anders Knudsen. Hospitalsapoteket beskæftigede ca. 32 medarbejdere, hvoraf 18 var farmakonomer og 6 var farmaceuter. Resten af personalet var apoteksportører og hospitalsapoteksmedhjælpere.

## Eksterne kilder og henvisninger
- Hospitalsapoteket Hernings hjemmeside Arkiveret 4. juli 2010 hos  Wayback Machine

56°8′24.81″N 8°58′21.92″Ø / 56.1402250°N 8.9727556°Ø